# Игнатьев, Павел Николаевич (генерал)
Граф (с 12 декабря 1877) Па́вел Никола́евич Игна́тьев (7 (18) июня 1797 — 20 декабря 1879 (1 января 1880)) — русский военный и государственный деятель, генерал-адъютант (06.12.1846), генерал от инфантерии (12.04.1859). Председатель Комиссии для принятия прошений на Высочайшее Имя приносимых (1864—1879). Председатель Комитета министров (1872—1879). Почётный член Петербургской академии наук (29.12.1856).

## Биография
Был единственным сыном генерал-майора артиллерии Николая Ивановича Игнатьева (1747—1800) и Надежды Егоровны, урожд. Извековой.Принадлежал к древнему аристократическому роду Игнатьевых - ветви фамилии Плещеевых. .
Своекоштный студент Московского университета (1810—1814), слушал лекции по красноречию, поэзии, всеобщей истории, статистике, арифметике, геометрии, алгебре, физике, естественному праву, французскому, немецкому и латинскому языкам «с похвальным прилежанием и успехами». Это в ту пору было редкостью среди военных, и повлияло на его служебную карьеру. Был росл и статен; в 17 лет был зачислен в лейб-гвардии Преображенский полк, в роту Его Величества.
В 1814 году в чине прапорщика во время церемониального марша русских войск в Париже нёс полковое знамя.
По рассказу его супруги, переданному в воспоминаниях внука, Павел Николаевич вращался в кругу будущих декабристов, дружил с А. В. Поджио, влюблённым в его сестру, Марию. Однако накануне 14 декабря 1825 года у него состоялось длинное объяснение с матерью, которая заставила его поклясться, что он будет «благоразумен» и не выступит против власти. Первой воинской частью, прибывшей на Дворцовую площадь в распоряжение нового царя Николая I, оказалась первая рота Преображенского полка (казармы которого были на Миллионной улице, ближайшей к Зимнему дворцу); командовал этой ротой капитан Игнатьев.
В 1834 году Игнатьев был назначен директором Пажеского корпуса, в 1846 году — дежурным генералом главного штаба Его Императорского Величества.
С 1852 года был членом Государственного Совета. В 1853 году назначен белорусским генерал-губернатором. В 1854—1861 годах был Санкт-Петербургским генерал-губернатором.
С 1859 года — генерал от инфантерии.
В 1872—1879 годах — председатель Комитета министров; 12 декабря 1877 года возведён в графское достоинство.
Состоял членом (1855—1859) и председателем (1859—1861) Попечительского совета заведений общественного призрения в Санкт-Петербурге. Был избран почётным членом Медико-хирургической академии (1848), Московского университета (1855) и Императорской академии наук (1856).
20 декабря 1879 года отправил прощальное письмо императору и в тот же день скончался от рожи и отека гортани. Похоронен под церковью Св. Сергия в Троице-Сергиевой пустыни под Петербургом.

## Семья
Жена (с 22 января 1828 года) — Мария Ивановна Мальцова (15.07.1808—05.03.1897), дочь промышленника Ивана Акимовича Мальцова от его брака с одной из первых московских красавиц Капитолиной Михайловной Вышеславцевой, разводной женой В. Л. Пушкина. Получила в приданое большой особняк в Петербурге на набережной Невы и дачу в Петергофе. Супруги Мальцовы жили открытым домом, отличались гостеприимством и патриархальностью старого русского дворянского быта. Их литературный салон посещали А. С. Пушкин и А. С. Грибоедов. Мария Ивановна была известна как мудрая и энергичная женщина, целиком посвятившая себя семье. За заслуги мужа была пожалована в кавалерственные дамы ордена Св. Екатерины (06.12.1848). По словам графа С. Д. Шереметева, «окружающим чета Игнатьевых не внушала сочувствие, великий хитрец Павел Николаевич и жена его Мария Ивановна отталкивали своею строгостью и отсутствием снисходительности в суждениях». После смерти мужа жила в особняке на Гагаринской наб., 26, который, по воспоминаниям «красного графа», «был для всей семьи каким-то священным местом. В этом доме-монастыре нам, детям, запрещалось шуметь и громко смеяться. Там невидимо витал дух деда, в запертый кабинет которого, сохранявшийся в неприкосновенности, нас впускали лишь изредка, как в музей». Умерла от катарального воспаления легких, похоронена рядом с мужем в Троице-Сергиевой пустыни. Дети:
- Надежда (24.11.1828[14]—07.08.1877), замужем за князем Н. И. Енгалычевым.
- Капитолина (21.09.1829—03.02.1882[15]), умерла от хронического язвенного поражения кишечника, похоронена рядом с отцом.
- Николай (1832—1908), дипломат, генерал от инфантерии, министр государственных имуществ.
- Мария (11.02.1833—09.03.1842)
- Александр (13.04.1835—10.07.1836)
- Ольга (01.08.1837—08.02.1910), замужем за А. Е. Зуровым, в числе других она создавала Бестужевские курсы.
- Иван (09.09.1840—18.5.1842)
- Алексей (1842—1906), генерал от кавалерии, член Государственного совета.
- Павел (05.06.1848—09.05.1886), осташковский уездный предводитель дворянства.

## Награды
- Орден Святого Владимира 4-й степени (22 августа 1826)
- Орден Святой Анны 2-й степени (22 мая 1831)
- Орден Святого Владимира 3-й степени (10 апреля 1832)[16]
- Орден Святого Станислава 2-й степени (2 апреля 1833)
- Орден Святого Станислава 1-й степени (25 июня 1837)
- Орден Святой Анны 1-й степени (2 июля 1839)
- Императорская корона к ордену Святой Анны 1-й степени (6 декабря 1841)
- Орден Святого Георгия 4-й степени за 25 лет выслуги в офицерских чинах (4 декабря 1842)
- Орден Святого Владимира 2-й степени (6 декабря 1843)
- Орден Белого орла (11 апреля 1848)
- Орден Святого Александра Невского (6 декабря 1850)
- Бриллиантовые знаки к ордену Святого Александра Невского (17 апреля 1855)
- Орден Святого Владимира 1-й степени (27 мая 1857)
- Орден Святого Андрея Первозванного (25 марта 1867)
- Бриллиантовые знаки к ордену Святого Андрея Первозванного (28 марта 1871)
- Знак отличия беспорочной службы за XV лет (22 августа 1834)
- Знак отличия беспорочной службы за XX лет (22 августа 1839)
- Знак отличия беспорочной службы за XXV лет (22 августа 1844)
- Знак отличия беспорочной службы за XXX лет (22 августа 1850)
- Знак отличия беспорочной службы за XXXV лет (22 августа 1856)
- Знак отличия беспорочной службы за XL лет (22 августа 1859)
- Знак отличия беспорочной службы за L лет (22 августа 1871)

Иностранные:
- Шведский орден Меча, командорский крест (1840)
- Ольденбургский орден Заслуг герцога Петра-Фридриха-Людвига, командорский крест (1840)
- Гессен-Дармштадтский орден Филиппа Великодушного 1-й степени (1841)
- Ольденбургский орден Заслуг герцога Петра-Фридриха-Людвига 1-й степени с короной и цепью (1877)